# South Ayrshire
South Ayrshire (del gaélico escocés: Siorrachd Inbhir Àir a Deas) [ˈʃirˠəxk ə tʲes̪] en escocés: Sooth Ayrshire) es un concejo de Escocia (Reino Unido). Limita con los concejos de East Ayrshire, North Ayrshire y Dumfries and Galloway. La capital administrativa es Ayr.
Junto con East Ayrshire y parte de North Ayrshire formaba el antiguo condado de Ayrshire. De 1975 a 1996 el condado fue dividido en los distritos de Cumnock and Doon Valley, Cunninghame, Kilmarnock and Loudoun y Kyle and Carrick y pasó a formar parte de la región de Strathclyde. En 1996, tras abolirse la organización administrativa anterior, se formó el concejo de South Ayrshire con el antiguo distrito de Kyle and Carrick.
La sede de South Ayrshire está instalada en un edificio terminado en 1931 y que fue inaugurado por el rey Jorge VI del Reino Unido.

## Localidades
- Annbank
- Ayr
- Coylton
- Crosshill
- Dailly
- Dundonald
- Girvan
- Hillhead
- Loans
- Maybole
- Monkton
- Mossblown
- Prestwick
- Symington
- Tarbolton
- Troon[4]